# Goszczewo (Koejavië-Pommeren)
Goszczewo is een plaats in het Poolse district  Aleksandrowski, woiwodschap Koejavië-Pommeren. De plaats maakt deel uit van de gemeente Aleksandrów Kujawski en telt 150 inwoners.